# Staffordshire
Staffordshire is een shire-graafschap (non-metropolitan county OF county) in de Engelse regio West Midlands en telt 870.825 inwoners. De oppervlakte bedraagt 2.623 km². De graafschapshoofdstad is Stafford.

## Demografie
Van de bevolking is 15,6 % ouder dan 65 jaar. De werkloosheid bedraagt 2,8 % van de beroepsbevolking (cijfers volkstelling 2001).
Het aantal inwoners steeg van ongeveer 791.600 in 1991 naar 806.744 in 2001.

## Overzicht districten
| Lokaal bestuurde gebieden en plaatsen | Lokaal bestuurde gebieden en plaatsen |
| Nr.                                   | District/Unitary                      |
| ------------------------------------- | ------------------------------------- |
| 1                                     | Stoke-on-Trent (unitary authority)    |
| 2                                     | Newcastle-under-Lyme                  |
| 3                                     | Staffordshire Moorlands               |
| 4                                     | Stafford                              |
| 5                                     | East Staffordshire                    |
| 6                                     | South Staffordshire                   |
| 7                                     | Cannock Chase                         |
| 8                                     | Lichfield                             |
| 9                                     | Tamworth                              |

| Detailkaart |
| ----------- |
|             |

## Belangrijkste plaatsen
- Stoke-on-Trent
- Lichfield
- Burton-upon-Trent
- Newcastle-under-Lyme
- Tamworth
- Stafford

Bedfordshire · Berkshire · City of Bristol · Buckinghamshire · Cambridgeshire · Cheshire · Cornwall · Cumbria · Derbyshire · Devon · Dorset · Durham · East Riding of Yorkshire · East Sussex · Essex · Gloucestershire · Greater London · Greater Manchester · Hampshire · Herefordshire · Hertfordshire · Isle of Wight · Kent · Lancashire · Leicestershire · Lincolnshire · City of London · Merseyside · Norfolk · Northamptonshire · Northumberland · North Yorkshire · Nottinghamshire · Oxfordshire · Rutland · Shropshire · Somerset · South Yorkshire · Staffordshire · Suffolk · Surrey · Tyne and Wear · Warwickshire · West Midlands · West Sussex · West Yorkshire · Wiltshire · Worcestershire
Overig: Stedelijke en niet-stedelijke graafschappen · Traditionele graafschappen
Bath and North East Somerset* · Bedfordshire · Berkshire · Blackburn & Darwen* · Blackpool* · Bournemouth* · Brighton & Hove* · Bristol* · Buckinghamshire · Cambridgeshire · Cheshire · Cornwall · Cumbria · Darlington* · Derby* · Derbyshire · Devon · Dorset · Durham · East Riding of Yorkshire* · East Sussex · Essex · Gloucestershire · Greater London · Greater Manchester · Halton* · Hampshire · Hartlepool* · Herefordshire* · Hertfordshire · Hull* · Isle of Wight* · Kent · Lancashire · Leicester* · Leicestershire · Lincolnshire · Luton* · Medway* · Merseyside · Middlesbrough* · Milton Keynes* · Norfolk · Northamptonshire · Northumberland · North East Lincolnshire* · North Lincolnshire * · North Somerset* · North Yorkshire · Nottingham* · Nottinghamshire · Oxfordshire · Peterborough* · Plymouth* · Poole* · Portsmouth* · Redcar & Cleveland* · Rutland* · Shropshire · Somerset · Southend-on-Sea* · Southampton* · South Gloucestershire* · South Yorkshire · Staffordshire · Stockton-on-Tees* · Stoke-on-Trent* · Suffolk · Surrey · Swindon* · Telford & Wrekin* · Thurrock* · Torbay* · Tyne & Wear · Warrington* · Warwickshire · West Midlands · West Sussex · West Yorkshire · Wiltshire · Worcestershire · York* 
Overig: Ceremoniële graafschappen · Traditionele graafschappen
Bedfordshire · Berkshire · Buckinghamshire · Cambridgeshire · Cheshire · Cornwall · Cumberland · Derbyshire · Devon · Dorset · Durham · Essex · Gloucestershire · Hampshire · Herefordshire · Hertfordshire · Huntingdonshire · Kent · Lancashire · Lincolnshire · Leicestershire · Middlesex · Norfolk · Northamptonshire · Northumberland · Nottinghamshire · Oxfordshire · Rutland · Shropshire · Somerset · Staffordshire · Suffolk · Surrey · Sussex · Warwickshire · Westmorland · Wiltshire · Worcestershire · Yorkshire
Overig: Stedelijke en niet-stedelijke graafschappen · Traditionele graafschappen